# キプシギス族
キプシギス族（キプシギスぞく、Kipsigis）は、ケニアに住む、ナイロ・ハム系部族。

## 歴史
キプシギス族はケニア西部、ナンディ断層崖の麓で遊牧を生業として生活していた。民族はトーテミックな父系外婚氏族間の通婚を紐帯とした連合体によって統治されており、調停役となる長老や助言的裁判官、部族間戦争の責任者となる戦士の長は存在したが、基本的に固定した権力者を持たない無頭制社会であった。キプシギス族の社会は男性を成員とする循環的な7つの年齢組と、少年・戦士組・長老の3つの年齢階梯の複合による年齢組織によって運営された。女性は男性に嫁いだ後に夫の所属する組に名誉会員という形で参与した。
キプシギス族の住む地域は旧ケリチョ県と呼ばれ、イギリスの植民地時代には領地の半分が白人入植地に組み入れられた。同地域は肥沃であり、植民地時代初期から茶の栽培が行われ、ルオ人やキユク人など外部からの労働者が流入した。キプシギス族の社会にも植民地政府による直接的あるいは間接的に介入が行われた。1930年代以降、生業が遊牧から牧畜と農業に転換され、それに伴う土地の囲い込みが進んだ。また、多くの男性が植民地軍アフリカ小銃隊に徴用されるようになった。爆発的な人口増加と社会構造の変化によって、年齢組織による統治機能は大幅に減退した。
1963年のケニア独立にあたり、政府が白人入植地を買い戻した事で失地は回復された。1992年に人口が100万人を超えた旧ケリチョ県は、ケリチョ県とボメット県に分割された。

## 生活・文化
キプシギス族はウシ・ヤギ・ヒツジなどの牧畜を生業としている。1930年代以降に慢性的な飢餓対策と、納税のための現金収入源としてトウモロコシの栽培が奨励された。農業機械と雇用された農夫による近代的な大規模農業が行われるようになり、21世紀現在、家計比率では牧畜を上回る。また、ケリチョ県では海外資本による茶の栽培に雇用される機会も多い。
伝統的に家父長制であり、現在は単婚が主流だが、植民地化以前は一夫多妻制が主流だった。キプシギス族の一夫多妻制は、妻たちはそれぞれ独立した「妻の家」を持ち、夫は「男の家」から妻たちの家を訪問する形態を取った。離婚は可能だが、結納金として受け取った家畜とその子孫を全て返還しなくてはならないため、現実的には難しいとされる。キプシギス族の氏族は母系をたどることで確認されることから、それぞれの「妻の家」には財産保護の権利と、その保証のために夫に課せられた規範があり、夫が死亡した場合レビラト婚や幽霊婚が行われる。
キプシギス族には女性婚という風習がある。女性婚とは、妻が不妊のまま閉経した場合、妻が本来存在するべき息子の身代わりとなり、嫁を取って家を存続させる仕組みである。夫は妻の家に女性を探してきて嫁入りさせ、嫁と、夫と同世代の性的後見人となる男性との間に生まれた子供を、自分の法的な孫として認知することで財産を継承させ、妻の老後を保障する。女性婚を行った妻は公的に男性のジェンダーを得て、家父長として男性的に家を支配する。

## 宗教
キプシギス族の大多数は名目上キリスト教のいずれかの宗派に属しているが、祖霊崇拝など土着の慣行儀礼も盛んである。
1990年代までは遺体を藪に放置する獣葬や、女性の割礼などキリスト教の価値観に沿わない儀礼が存在したが、法の近代化に伴い現在は禁止されている。